# Список космических запусков России в 2016 году
В 2016 году Россия впервые с 2004 года перестала быть мировым лидером по числу запусков ракет космического назначения. Доля России в космических запусках упала до 20 % (17 пусков), против 26 % у Китая и США (по 22 пуска).

## Список орбитальных космических запусков России в 2016 году
| Дата       | Ракета-носитель  | Полезная нагрузка            | Заказчик                                              | Космодром/Старт.комплекс | Результат |
| ---------- | ---------------- | ---------------------------- | ----------------------------------------------------- | ------------------------ | --------- |
| 30 января  | Протон-М/Бриз-М  | Eutelsat 9B                  | Eutelsat                                              | Байконур 200/39          | Успех     |
| 7 февраля  | Союз-2.1б/Фрегат | Космос-2514 (Глонасс-М № 51) | Войска воздушно-космической обороны                   | Плесецк 43/4             | Успех     |
| 16 февраля | Рокот/Бриз-КМ    | Sentinel-3A                  | ЕКА                                                   | Плесецк 133/3            | Успех     |
| 13 марта   | Союз-2.1б        | Ресурс-П № 3                 | Роскосмос                                             | Байконур 31/6            | Успех     |
| 14 марта   | Протон-М/Бриз-М  | ExoMars                      | ЕКА Роскосмос                                         | Байконур 200/39          | Успех     |
| 19 марта   | Союз-ФГ          | Союз ТМА-20М                 | Роскосмос                                             | Байконур 1/5             | Успех     |
| 24 марта   | Союз-2.1а        | Космос-2515 (Барс-М)         | Войска воздушно-космической обороны                   | Плесецк 43/4             | Успех     |
| 31 марта   | Союз-2.1а        | Прогресс МС-02               | Роскосмос                                             | Байконур 31/6            | Успех     |
| 28 апреля  | Союз-2.1а/Волга  | Ломоносов                    | Московский государственный университет                | Восточный 1С             | Успех     |
| 28 апреля  | Союз-2.1а/Волга  | АИСТ № 2                     | Ракетно-космический центр «Прогресс»                  | Восточный 1С             |           |
| 28 апреля  | Союз-2.1а/Волга  | SamSat-218                   | Самарский государственный аэрокосмический университет | Восточный 1С             |           |
| 29 мая     | Союз-2.1б        | Космос-2516 (Глонасс-М)      | Войска воздушно-космической обороны                   | Плесецк 43/4             | Успех     |
| 4 июня     | Рокот/Бриз-КМ    | Космос-2517 (Гео-ИК-2)       | Войска воздушно-космической обороны                   | Плесецк 133/3            | Успех     |
| 9 июня     | Протон-М/Бриз-М  | Intelsat 31                  | Intelsat                                              | Байконур 81/24           | Успех     |
| 7 июля     | Союз-ФГ          | Союз МС-01                   | Роскосмос                                             | Байконур 1/5             | Успех     |
| 17 июля    | Союз-У           | Прогресс МС-03               | Роскосмос                                             | Байконур 31/6            | Успех     |
| 19 октября | Союз-ФГ          | Союз МС-02                   | Роскосмос                                             | Байконур 31/6            | Успех     |
| 17 ноября  | Союз-ФГ          | Союз МС-03                   | Роскосмос                                             | Байконур 1/5             | Успех     |
| 1 декабря  | Союз-У           | Прогресс МС-04               | Роскосмос                                             | Байконур 31/6            | Авария    |

## Список суборбитальных запусков России в 2016 году
| Дата        | Ракета-носитель   | Полезная нагрузка                                                                          | Заказчик                                  | Стартовый комплекс                               | Результат                                                                               |
| ----------- | ----------------- | ------------------------------------------------------------------------------------------ | ----------------------------------------- | ------------------------------------------------ | --------------------------------------------------------------------------------------- |
| 19 апреля   | УР-100Н УТТХ      | Экспериментальный боевой блок 15Ю71                                                        | Министерство обороны Российской Федерации | Домбаровский                                     | Успех                                                                                   |
| 14 мая      | Р-29РМУ2 «Синева» | Учебный боевой блок                                                                        | Министерство обороны Российской Федерации | К-51 «Верхотурье», Северный флот                 | Успех                                                                                   |
| 9 сентября  | РС-12М «Тополь»   | Учебный боевой блок (Испытание перспективного боевого оснащения и средств преодоления ПРО) | Министерство обороны Российской Федерации | космодром «Плесецк»                              | Успех                                                                                   |
| 27 сентября | Р-30 «Булава-30»  | Учебный боевой блок                                                                        | Министерство обороны Российской Федерации | К-535 «Юрий Долгорукий», Белое море              | Успех                                                                                   |
| 27 сентября | Р-30 «Булава-30»  | Неизвестно                                                                                 | Министерство обороны Российской Федерации | К-535 «Юрий Долгорукий», Белое море              | Неизвестно (ракета после выполнения первого этапа программы полета самоликвидировалась) |
| 12 октября  | РС-12М «Тополь»   | Учебный боевой блок                                                                        | Министерство обороны Российской Федерации | космодром «Плесецк»                              | Успех                                                                                   |
| 12 октября  | Р-29Р             | Учебный боевой блок                                                                        | Министерство обороны Российской Федерации | К-433 «Святой Георгий Победоносец» Охотское море | Успех                                                                                   |
| 12 октября  | Р-29РМУ2 «Синева» | Учебный боевой блок                                                                        | Министерство обороны Российской Федерации | К-407 «Новомосковск» Баренцево море              | Успех                                                                                   |
| 25 октября  | УР-100Н УТТХ      | Экспериментальный боевой блок 15Ю71                                                        | Министерство обороны Российской Федерации | Домбаровский                                     | Успех                                                                                   |

## Статистика орбитальных запусков
Количество российских пусков: 17. Успешных: 16.

### Российские запуски в разрезе ракет-носителей
| Ракета-носитель                                 | Число стартов | Неудачи | Примечания |
| ----------------------------------------------- | ------------- | ------- | ---------- |
| Протон-М                                        | 3             |         |            |
| Рокот                                           | 2             |         |            |
| Союз-2.1а                                       | 3             |         |            |
| Союз-2.1б                                       | 3             |         |            |
| Союз-У                                          | 2             | 1       |            |
| Союз-ФГ                                         | 4             |         |            |
| Всего                                           | 17            | 1       |            |
| Запуски, формально не относящиеся к российским: |               |         |            |
| Союз-СТ-А                                       | 1             |         |            |
| Союз-СТ-Б                                       | 1             |         |            |

### Российские запуски в разрезе космодромов
| Космодром                                       | Число стартов | Неудачи | Примечания |
| ----------------------------------------------- | ------------- | ------- | --- |
| Байконур                                        | 11            | 1       | |
| Восточный                                       | 1             |         | |
| Плесецк                                         | 5             |         | |
| Запуски, формально не относящиеся к российским: |               |         | |
| Куру                                            | 2             |         | 26 апреля РН Союз-СТ-А российского производства была запущена Европейским космическим агентством. Был выведен на расчетную орбиту спутник Sentinel-1B 24 мая РН Союз-СТ-Б российского производства была запущена Европейским космическим агентством. Были выведены на расчетную орбиту 2 спутника навигационной системы Galileo. |

### Все запуски по странам мира
| Страна                             | Число стартов | Неудачи | Примечания |
| ---------------------------------- | ------------- | ------- | --- |
| Флаг США                           | 22 (+1)       | (1)     | Ракета Falcon 9 взорвалась 01.09.2016 на земле во время предстартовой проверки. Ракета и спутник AMOS-6 потеряны. |
| Флаг Китайской Народной Республики | 22            | 1       | Ракета LongMarch-4C со спутником Gaofen-10 потерпела аварию 31.08.2016 после запуска.                             |
| Флаг России                        | 17            | 1       | Ракета Союз-У потерпела аварию 01.12.2016 на этапе работы 3-й ступени.Корабль на орбиту не вышел.                 |
| Флаг ЕС                            | 11            | -       | Из них 2 — российские ракеты-носители «Союз»                                                                      |
| Флаг Индии                         | 7             | -       | |
| Флаг Японии                        | 4             | -       | |
| Флаг КНДР                          | 1             | -       | |
| Флаг Израиля                       | 1             | -       | |
| Всего                              | 85(+1)        | 2(+1)   | |